# Der kom en dag
Der kom en dag er en dansk film fra 1955. Filmen er  baseret på romanen af samme navn af modstandsmanden Flemming B. Muus
- Manuskript Flemming B. Muus og John Olsen.
- Instruktion Sven Methling jun.

Blandt de medvirkende kan nævnes:
- John Wittig
- Astrid Villaume
- Kjeld Jacobsen
- Louis Miehe-Renard
- Kate Mundt
- Jakob Nielsen
- Poul Müller
- Svend Methling
- Gabriel Axel
- Inger Lassen
- Ole Wisborg
- Hans Egede Budtz
- Lilli Holmer
- Bent Christensen